# Vladimir Istomine
Pour les articles homonymes, voir Istomine.
Vladimir Ivanovitch Istomine (en russe : Владимир Иванович Истомин) (1810 dans le gouvernement de Pskov - 7 mars 1855 à Sébastopol) est un contre-amiral russe (1853) héros du siège de Sébastopol.

## Famille
C'est le fils d'un secrétaire du ministère de la Justice et le frère des amiraux Pavel Ivanovitch Istomine et Konstantin Ivanovitch Istomine.

## Biographie
Vladimir Istomine entre à l'âge de quatorze ans au corps des cadets de la Marine de Saint-Pétersbourg, dont il est l'un des meilleurs élèves. Il s'y distingue par ses capacités et son application au travail et en sort en 1827.
Il est affecté à la flotte de la mer d'Azov et participe la même année à la bataille de Navarin. Courageux au combat, on lui décerne l'Ordre impérial et militaire de Saint-Georges de quatrième classe). Il combat aussi plus tard au blocus des Dardanelles (1828-1829). En 1829, il est décoré de l'Ordre de Sainte-Anne de troisième classe. En 1836, Istomine est transféré de la flotte de la Baltique à la Flotte de la mer Noire. En 1850, il est nommé commandant du cuirassé Paris (Париж) qui participa à la bataille de Sinope en 1853. En 1854, il reçoit l'Ordre de Saint-Georges de troisième classe. Lors du siège de Sébastopol, Istomine est chargé de la colline de Malakoff (Малахов курган) sur laquelle se trouve la tour de Malakoff et ses fortifications. Il n'hésite jamais à montrer l'exemple à ses soldats en se rendant régulièrement aux avant-postes, ce qui lui sera fatal.

### Mort et inhumation
En effet, il est tué par un boulet de canon allié au fort de Kamtchatka, le 7 mars 1855.
Vladimir Istomine est enterré dans la cathédrale Saint-Vladimir de Sébastopol aux côtés de l'amiral Lazarev.

## Distinctions
- 1827: Ordre impérial et militaire de Saint-Georges (quatrième classe)
- 1829 : Ordre de Sainte-Anne (troisième classe)
- 1854 : Ordre impérial et militaire de Saint-Georges (troisième classe)